# Doktryna praw człowieka Cartera
Doktryna praw człowieka Cartera – doktryna sformułowana w przemówieniu amerykańskiego prezydenta Jimmy'ego Cartera na szczycie Zgromadzenia Ogólnego ONZ 17 marca 1977 roku. Doktryna wyrażała konieczność uznania, że prawa człowieka stały się sprawą całej społeczności międzynarodowej i wykraczają poza wewnętrzne sprawy państw, ponieważ sygnatariusze Karty Narodów Zjednoczonych przyjęli na siebie zobowiązanie przestrzegania tych praw.